# Недовршена симфонија (ТВ филм)
„Недовршена симфонија” је српски ТВ филм из 1998. године. Режирао га је Слободан Радовић а сценарио је написала Јелица Зупанц.

## Радња
"Недовршена симфонија" је драма о Алми Малер, жени чувеног композитора Густава Малера, која се и сама бавила музиком, волела компоновање и дириговање. Алма Малер је била муза многих чувених уметника: Климта, Землинског, Кокошке, супруга Малера, Валтера Гропијуса и Франца Верфела.
Окосницу драме чини пресудни моменат у животу Алме Малер када се она, тридесетих година 20. века, налази растрзана између личних недаћа (смрт деце, развод, креативна неоствареност) и сурових историјских околности: нарастајућег нацизма у Европи, ужасне нетрпељивости и велике опасности од рата.

## Улоге
| Глумац                  | Улога                        |
| ----------------------- | ---------------------------- |
| Владислава Милосављевић | Алма Махлер Гропиус, супруга |
| Варја Ђукић             | Берта Зукеркандл, новинарка  |
| Тихомир Станић          | Велечасни, Др Холенштајнер   |
| Бранимир Брстина        | Валтер Гропиус, муж Алмин    |
| Небојша Дугалић         | Франц Варфел, писац          |
| Ања Бошковић            |                              |
| Мирослав Цупара         |                              |
| Бранимир Дамјановић     |                              |

Остале улоге ▼
| Глумац             | Улога                   |
| ------------------ | ----------------------- |
| Слободан Јовановић |                         |
| Слободан Љубичић   | Густав Малер            |
| Јована Поповић     | Манон Гропиус, ћерка    |
| Милена Срећковић   |                         |
| Феђа Стојановић    | Морис Равел, композитор |
| Косара Тројанчевић |                         |